# Симон Бел
Симон Бел (на английски: Simone Bell) е американска политичка и общественичка.

## Биография
Родена е в Детройт, Мичиган.
Бел е възпитаник на колежа „Агнес Скот“ със специалност английска литература и творческо писане през 2003 г. Нейните проучвания са концентрирани в религията и изследвания на жените. Тя е удостоена с многобройни награди за работата си в изграждане на общността, застъпничество и организирането и. Тя често изнася лекции в колежите и води научни конференции.
Работи в Южния регионален офис на Ламбда Легал, национална неправителствена група, която защитава правата на ЛГБТ гражданите, бори се срещу дискриминацията на база сексуална ориентация, и търси лечение на ХИВ. Симон е първата афромериканка лесбийка, която е служила в законодателен орган на САЩ.
Тя има връзка с Валери Акре.

## Кариера
Симон Бел е организатор на общност и бивш политик от Атланта, Джорджия. Член на Демократическа партия (САЩ), тя е избрана за член на Камарата на представителите в Джорджия (долната камара на Общото събрание на Джорджия съсоящ се от 180 члена) през декември 2009 г. от 58-ата област на държавата в Окръг Декаб и Окръг Фултън и служи до ноември 2015. 58-ата област се намира в източната част на Атланта и включва следните квартали: Източна Атланта, Кебичталн, Рейнолдстолн, Еджлуд, Грешъм Парк, Гранд Парк, Киклуд, Ормелуд парк и бул. Хайтс. Предшественик на поста е Робин Шип 2007 – 2009, но Шип подава оставка през 2009 г. поради конфликт с работата си като прокурор Окръг Фултън. В изборите на 3 ноември 2009, Бел печели 24% от гласовете в областта и се поставя на второ място зад адвоката и сътрудник демократ Аша Джексън от общо 5 кандидата. В балотажа Бел побеждава Джексън с 56% на 44%. Тя полага клетва в длъжност на 22 декември 2009 г. На 29 октомври 2015 г. Симон обявява оставката си от поста. Тя е наследена от Парк Канон.